# Cheong-yeon
Cheong-yeon (청연?, titolo internazionale Blue Swallow) è un film sudcoreano del 2005 basato sulla vera storia di Park Kyung-won, una pioniera dell'aviazione coreana. Il film è diventato controverso quando sono emerse le presunte attività filo-giapponesi della Park. Si è inoltre scoperto che non era, come pensavano i cineasti, la prima pilota femminile coreana; questo merito infatti apparteneva a Kwon Ki-ok dell'Aeronautica cinese. Nonostante le eccellenti recensioni e gli errori in queste accuse segnalati dal biografo della Park, il risultato è stato un mancato rendimento di Cheong-yeon al botteghino.

## Riconoscimenti
- 2006 – Baeksang Arts Awards[10]
  - Candidatura – Migliore attrice: Jang Jin-young
- 2006 – Grand Bell Awards
  - Migliore musica: Michael Staudacher
  - Miglior suono: Eun Hee-soo
  - Candidatura – Migliore attrice: Jang Jin-young
  - Candidatura – Migliore nuova attrice: Han Ji-min
  - Candidatura – Miglior fotografia: Yoon Hong-sik
  - Candidatura – Migliore illuminazione: Choi Seok-jae
  - Candidatura – Migliore direzione artistica: Takeuchi Koichi
  - Candidatura – Migliori costumi: Kwon Yu-jin
  - Candidatura – Migliori effetti visivi: Kang Jong-ik, Han Tae-jeong
- 2006 – Korean Film Awards
  - Candidatura – Miglior fotografia: Yoon Hong-sik
  - Candidatura – Migliore direzione artistica: Takeuchi Koichi
  - Candidatura – Miglior suono: Eun Hee-soo
  - Candidatura – Migliori effetti visivi: Kang Jong-ik, Han Tae-jeong
- 2006 – Korea Association of Film Critics Awards
  - Migliore attrice: Jang Jin-young
  - Migliore fotografia: Yoon Hong-sik